# Razdólie (Kursk)
|  | Per a altres significats, vegeu «Razdólie». |

Razdólie (en rus: Раздолье) és un poble de l'óblast de Kursk, a Rússia, que en el cens del 2010 tenia 181 habitants. Pertany al districte de Kastórnoie.